# Rab Smith
Rab Smith (29 mei 1948), is een voormalig Schotse darter.  
Smith won in 1977 de British Matchplay door eerst Bill Lennard in de halve finale te verslaan en in de finale Eric Bristow. In 1977 won hij ook het Golden Darts Championship en het British Pentathlon. Smith speelde in zes opeenvolgende Embassy World Darts Championship. Op het allereerste WK in 1978, versloeg Smith, Patrick Clifford met 6-0 in de eerste ronde, maar verloor in de kwartfinale van Stefan Lord met 3-6. In 1979 versloeg Smith Conrad Daniels met 2-1 in de eerste ronde. In de tweede ronde won hij van Stefan Lord met 2-1. In de kwartfinale verloor Smith van regerend kampioen Leighton Rees met 0-3. In 1980 verloor Smith in de eerste ronde van Tony Sontag met 1-2. In 1981 versloeg hij Wayne Lock met 2-1 in de eerste ronde. In de tweede ronde verloor hij van Nicky Virachkul met 0-2. In 1982 verloor Smith van Landgenoot Jocky Wilson met 0-2. In 1983 verliest Smith in de eerste ronde van Kevin White met 1-2.
Smith bereikte de finale van de Winmau World Masters in 1980. Smith verslaat Cliff Lazarenko, Bob Sinnaeve en Nicky Virachkul om de finale te bereiken. Hij verliest die finale van John Lowe met 0-2.
In 1978 wint Smith de WDF Europe Cup Teams samen met Jocky Wilson, George Nicoll en Eric MacLean. Ze winnen van Wales met 9-3.

## Resultaten op Wereldkampioenschappen

### BDO
- 1978: Kwartfinale (verloren van Stefan Lord met 3-6) (legs)
- 1979: Kwartfinale (verloren van Leighton Rees met 0-3)
- 1980: Laatste 32 (verloren van Tony Sontag met 1-2)
- 1981: Laatste 16 (verloren van Nicky Virachkul met 0-2)
- 1982: Laatste 32 (verloren van Jocky Wilson met 0-2)
- 1983: Laatste 32 (verloren van Kevin White met 1-2)

### WDF
- 1977: Kwartfinale (verloren van Alan Evans)
- 1979: Laatste 16 (verloren van John Lowe)
- 1981: Laatste 32 (verloren van John Burnett met 3-4)